# Fria EU-kritiker
Fria EU-kritiker var ett borgerligt tvärpolitiskt parti av EU-motståndare, som deltog i Sveriges första val till Europaparlamentet 1995. Partiet fick knappt 0,7 procent av rösterna och kom inte in i Europaparlamentet. Av många sågs partiet inte som ett riktigt politiskt parti utan som en lista av EU-kritiker.

## Bakgrund
Bakgrunden till Fria EU-kritiker var att Björn von der Esch i riksdagsvalet 1994 gick ut med en partipolitiskt blandad lista – det vill säga blocköverskridande med även tidigare socialdemokrater – med den gemensamma partibeteckningen EU-motståndarna, tvärpolitisk rikslista.
Det var ett slags protest mot att han inte blev nominerad av moderaterna för en ny mandatperiod i riksdagen. Orsaken var främst hans kritiska hållning till Maastrichtfördraget, som utgjorde unionens grund. Eftersom det gick dåligt för EU-motståndarna i valet med drygt 4 000 röster trodde von der Esch att ett renodlat borgerligt parti skulle lyckas bättre.

## Uppbyggnad
Partiets lista toppades av den tidigare moderate riksdagsledamoten Björn von der Esch, som även ledde partiet. Övriga kandidater var bland andra den tidigare folkpartistiska riksdagsledamoten Ingela Mårtensson, den tidigare centerpartisten Rolf H. Lindholm, den dåvarande kristdemokratiske fullmäktigeledamoten Mikael Hansson i Trollhättan kommun längst ned på listan och den folkpartistiske läraren Åke Blomdahl. Förutom Ingela Mårtensson och Åke Blomdahl hade partiet två andra kandidater med bakgrund i folkpartiet. Några partibeteckningar stod inte vid kandidatnamnen, utan kandidaterna företrädde Fria EU-kritiker. Både Björn von der Esch och Mikael Hansson uteslöts ur sina respektive partier före respektive efter valet för engagemanget i Fria EU-kritiker.
Björn von der Esch var den som anmälde partiet till Riksskatteverket före den sista anmälningsdagen den 21 maj. Registrering var inte nödvändigt för att ställa upp i valet, men det gav ett visst skydd mot att andra skulle missbruka partinamnet och få in egna kandidater. Fria EU-kritiker hade först svårt att få ihop de 1 500 namn som krävdes för att kunna registrera partiet, men då partiet hade till den 12 juni på sig lyckades man till slut lämna in 1 600 namn och få partiet registrerat. Valet hölls söndagen den 17 september.
Näst Sarajevolistan, Ny demokrati och Rättviselistan var Fria EU-kritiker det enda större småpartiet utanför riksdagen som ställde upp i valet. Ytterligare tre partier hade både registrerat sina partibeteckningar och beställt valsedlar av Riksskatteverket: Folkdemokraterna, Hej du-partiet och EAP. Centrumdemokraterna hade registrerat sin partibeteckning och anmält kandidater. Ett parti hade fått mätbart resultat i en opinionsmätning utan att vara registrerat: Sverige ut ur EU. Generellt sett ogillades Fria EU-kritiker av det politiska, det kulturella och det mediala etablissemanget. Istället upphaussades Sarajevolistan mycket.
Fria EU-kritiker beställde drygt fyra miljoner valsedlar och hade ”Det är aldrig för sent att ändra sig” som slogan på sina valaffischer. Man var först ut med affischer inför EU-valet men försvann också före alla andra – när de andra satte upp sina tog Fria EU-kritiker ned sina. Detta berodde på att man fick extrapris under lågsäsong. Partiets valkampanj startade i början av juni och kostade 700 000 kronor, varav Björn von der Esch satsade 200 000 kronor ur egen ficka. Resterande 500 000 i budgeten var garantier från mer eller mindre rika sympatisörer.
I början av augusti öppnade partiet ett kansli i Stockholm med kristdemokraten Dag Lofalk som kanslichef. von der Esch skrev ett brev till statsminister Ingvar Carlsson och föreslog att även partier utanför riksdagen skulle få kampanjpengar inför valet till Europaparlamentet, men förslaget vann inte gehör. Av den danske EU-motståndaren Jens-Peter Bonde fick han stöd för sin högljudda kritik.

## Politik
Fria EU-kritiker hade kravet på en utträdesklausul i sitt partiprogram och var negativt till den federala, överstatliga, utvecklingen inom EU. Man ville ”värna nationell självständighet” och motsatte sig att Sverige skulle ingå ”i ett framtida federalt Europas Förenta Stater”. Partiet ville först ha en paragraf om utträde och sedan en folkomröstning om Sverige skulle lämna EU innan riksdagen tog ställning till resultatet av EU:s regeringskonferens 1996. Efter EU-valet önskade man ingå i partigruppen Unionen för nationernas Europa (UNE) i Europaparlamentet, som drev kravet om utträdesklausul. UNE anses av vissa vara kontroversiellt, men Fria EU-kritiker menade att partiet hade återupprättandet av det nationella självbestämmandet gemensamt med partigruppen.
Partiets program slog fast att Sverige inte på något ytterligare område fick lämna ifrån sig beslutsmakt till EU. Istället skulle vetorätten återerövras, till exempel på jordbruksområdet. Partiet och i synnerhet von der Esch ville absolut inte att Sverige skulle gå med i EMU, som man ansåg skulle förstöra marknadskrafterna och skapa ett slags planekonomi ”på nivå med det de hade i Sovjet”. Björn von der Esch var dock inte motståndare till det gamla EG eller EES-avtalet. Han betraktade EU som ett socialistiskt projekt.
Fria EU-kritiker ville att Sverige skulle stå utanför alla militärallianser, exempelvis VEU, och att Sverige självt skulle ha rätt att utforma sina gränskontroller och sin utrikespolitik. Partiet sade nej till Europol och nej till en gemensam asylpolitik eftersom en sådan ”kunde bli hårdare än den vi är vana vid i Sverige”, enligt Björn von der Esch som även ville arbeta för att rösträtten för de mindre länderna inte skulle minska samt göra Europaparlamentet effektivare och billigare genom att slopa verksamheten i Strasbourg, stoppa korruptionen och ändra revisionen så att parlamentarikerna endast skulle få kostnadsersättningar mot uppvisande av kvitto. Han ansåg också att EU aldrig kunde bli demokratiskt.

## Kandidater på valsedeln
1. Björn von der Esch, f.d. riksdagsledamot, Trosa
2. Ingela Mårtensson, f.d. riksdagsledamot, Göteborg
3. Rolf H. Lindholm, minister, Stockholm
4. Yvonne Andersson, företagare, Hudiksvall
5. Per Eric Mattsson, civilekonom, Södertälje
6. Carin Jelbring, flygpurser, Tyresö
7. Åke Blomdahl, lärare, Rimbo
8. Eva Wiklund-Jonsson, rektor, Väddö
9. Gösta Walin, professor, Göteborg
10. Mikael Hansson, undersköterska, Trollhättan

## Opinionsstöd och valresultat
Fria EU-kritiker bedömdes av flera politiska bedömare och journalister ha svårt att ta sig in i Europaparlamentet, inte minst eftersom partiet befann sig i medieskugga och hade endast två affischnamn: Björn von der Esch och Ingela Mårtensson. I en opinionsundersökning av Gallup, som genomfördes mellan den 3 och den 7 augusti med 1 000 intervjuade och som presenterades i Expressen den 9 augusti, fick Fria EU-kritiker en procent av väljarsympatierna, trots att partiet dittills inte hade märkts av mycket i medierna. Resultatet tolkades lovande.
I en intervju i Göteborgs-Posten den 27 augusti berättade von der Esch att partiet hade som mål att minst en av dess kandidater skulle bli invald i Europaparlamentet och att han troligen hade sin politiska karriär bakom sig om så inte skedde. I nästa mätning från Gallup som presenterades i Expressen den 31 augusti sjönk stödet för partiet till noll procent. Fyrtio procent hade dock inte bestämt sig eller tänkte inte rösta, enligt mätningen. Enligt Dag Lofalk upplevde partiet att det hade mycket svårt att nå ut med sitt budskap och att det inte behandlades lika när det gällde paneldebatter och mediebevakningen i stort. I ett utspel från Nordiska samfundet den 12 september som uppmanade väljarna att rösta på djurvänner tillhörde Ingela Mårtensson en av tre favoriter, men samfundet bedömde hennes chanser att komma in som alltför små för att rekommendera henne.
Björn von der Esch fick en debattartikel publicerad i Svenska Dagbladet den 18 juli där han presenterade partiet, och en debattartikel av Ingela Mårtensson kunde läsas i Göteborgs-Posten den 9 september. I en intervju i Dagens Nyheter den 7 september trodde Björn von der Esch fortfarande att partiet kunde ta sig in i Europaparlamentet. Partiet i form av Björn von der Esch inbjöds den 8 september till en utfrågning i TV4 och den 10 september till en stor tv-debatt inför EU-valet i TV1. I en mätning av Temo som presenterades i Dagens Nyheter den 15 september fick Fria EU-kritiker i avrundade tal 0,5 procent av väljarsympatierna. Resultatet var inte statistiskt säkerställt, och undersökningen gjordes under perioden den 6 september till den 13 september samt omfattade 1 011 telefonintervjuer. Enligt mätningen var en dryg fjärdedel av väljarna, 25,5 procent, fortfarande osäkra inför valet.
Nittio stycken av Sveriges dåvarande 288 kommuner, det vill säga en knapp tredjedel, lade inte ut Fria EU-kritikers listor. Partiets resultat redovisades dock på valnatten av Riksskatteverket eftersom det hade beställt valsedlar i en så stor mängd. Fria EU-kritiker fick 18 398 röster, vilket motsvarade 0,69 procent, och kom således inte in i Europaparlamentet då småpartispärren låg på fyra procent. Björn von der Esch samlade 9 232 personröster, följd av Ingela Mårtensson med 483. I von der Eschs landskap Södermanland erhöll Fria EU-kritiker 3,3 procent av rösterna.